# Jim O’Rourke

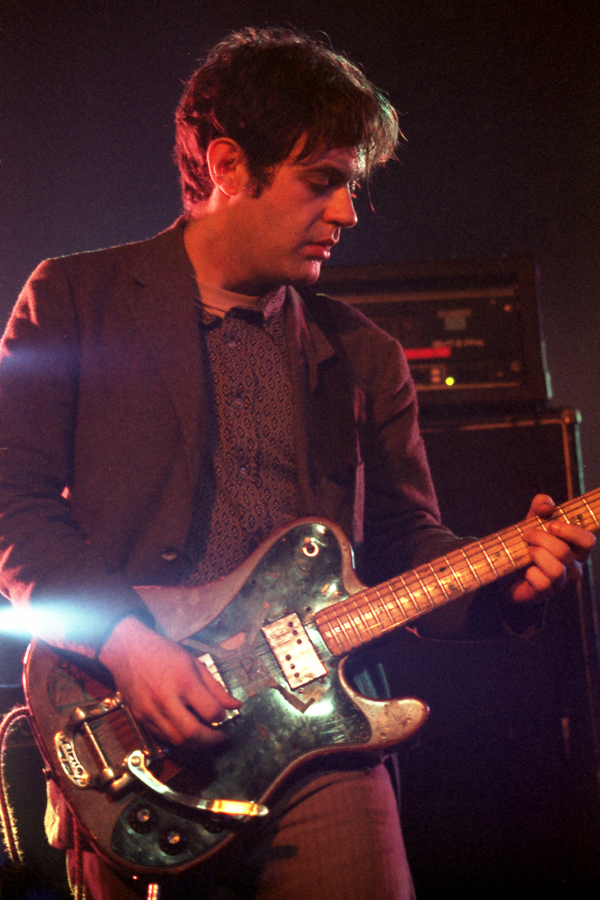
O’Rourke bei einem Auftritt mit Sonic Youth 2004

Jim O’Rourke (* 18. Januar 1969 in Chicago, Illinois) ist ein US-amerikanischer Experimental-Musiker, Musikproduzent, Filmkomponist und Kurzfilm-Regisseur.

## Werk
O’Rourkes Werk ist u. a. beeinflusst von Jazz, klassischer Musik, Noise, Drone sowie Gitarren-Rock. Mit Ausnahme der Klassik tangieren seine eigenen Veröffentlichungen praktisch jedes dieser Genres.
Neben seinen zumeist wesentlich experimentelleren Soloarbeiten war und ist er auch in diversen Bands und Nebenprojekten aktiv. So veröffentlichte er zusammen mit Jeff Tweedy und Glen Kotche von Wilco zwei Alben als Loose Fur. Für Wilco wiederum produzierte O’Rourke das Album A Ghost Is Born aus dem Jahr 2004, wofür er mit dem Grammy Award in der Kategorie „Best Alternative Music Album“ ausgezeichnet wurde. Er war Mitglied bei Mimir, einem Projekt von Christoph Heemann, dessen Bruder Andreas Martin (beide auch bekannt als Hirsche nicht aufs Sofa), sowie Edward Ka-Spel.
Mit David Grubbs zusammen betrieb O’Rourke das Projekt Gastr del Sol. Zwischen 1999 und 2005 war er Mitglied bei Sonic Youth, wo er Bass und Gitarre spielte sowie für die Aufnahmen zuständig war. Er verließ die Band, um sich auf seine Arbeit als Kurzfilmregisseur zu konzentrieren, arbeitet jedoch auch weiterhin mit einzelnen Mitgliedern der Band zusammen, insbesondere mit Thurston Moore. Gemeinsam mit Peter Rehberg und Fennesz bildete er das Trio Fenn O’Berg. Er kooperierte auch mit Mats Gustafssons Band Fire!, mit der er das Album Unreleased? aufnahm.
Als Filmkomponist war er u. a. 2002 an dem Film Love Liza beteiligt, sowie 2007 an Kōji Wakamatsus United Red Army.
Jim O’Rourke lebt in Tokio.

## Diskografie (Auswahl)
Solo:
- Disengage, 1992, Staalplaat
- Bad Timing, 1998, Drag City
- Eureka, 1999, Domino
- Halfway to a Threeway, EP, 2000, Drag City
- I'm Happy and I'm Singing and a 1, 2, 3, 4, 2001, Mego
- Insignificance, 2001, Drag City
- Long Night, 2009, Streamline
- The Visitor, 2009, Drag City
- Simple Songs, 2015, Drag City

mit Loose Fur:
- Loose Fur, 2003, Drag City
- Born Again in the USA, 2006, Drag City

weitere Aufnahmen:
- Giovanni Di Domenico, Eiko Ishibashi, Jim O’Rourke, Kei Matsumaru & Tatsuhisa Yamamoto: Sakuraza (2024)